# Butch Warren
Edward Randolph „Butch“ Warren (* 9. August 1939 in Washington, D.C.; † 5. Oktober 2013 in Silver Spring, Maryland) war ein US-amerikanischer Jazzmusiker (Bass, Komposition). Aufgrund seines reinen Tons und exzellenten Timings war er bereits in den 1960er Jahren ein gefragter Sessionmusiker.

## Leben und Wirken
Warren wuchs in einem musikalischen Haushalt mit vielen Musikerfreunden auf. Sein Vater Edward Warren spielte Klavier und Orgel und hatte eine Band, seine Mutter sang. Sein erstes Engagement hatte er in der Band des Saxophonisten Rick Henderson. Er studierte Musik in South Carolina. Ab 1956 spielte er bei Gene Ammons sowie mit Stuff Smith. Er zog nach New York City, wo er 1959 bei Kenny Dorham einstieg. 1961 war er beteiligt am Album Free Form mit Donald Byrd, Herbie Hancock, Wayne Shorter und Billy Higgins sowie 1963 an Page One mit Joe Henderson, beide auf Blue Note. Des Weiteren existieren Aufnahmen mit Kenny Dorham, Thelonious Monk und Dexter Gordon auf Go. Monk wollte dabei nicht, dass er mit Bogen spielte. Aufgrund seiner Pünktlichkeit wurde er Blue Note-Hausbassist und spielte so bei Aufnahmen von Stanley Turrentine, Jackie McLean, Hank Mobley und vielen anderen mit.
Er kehrte später nach Washington zurück, wo er in lokalen Fernsehshows wie Today with Inga und R&B-Bands spielte. Ab Mitte der 1970er Jahre war auch an Aufnahmen von Howard McGhee, Donald Byrd und Joe Henderson beteiligt. Bis in die 1980er verdiente er seinen Lebensunterhalt mit gelegentlichen Auftritten in Washingtoner Jazzclubs.
Seit 2007 organisierte sein langjähriger Freund und Musikerkollege Peter Edelman wieder Auftritte von Warren. Seitdem war er erneut als Musiker aktiv. 2010 entstand als Folge einer Frankreichtour mit Pierrick Monuau ein Radiokonzert als erstes Album unter eigenem Namen: „French5tet“.
Aus einer gescheiterten Ehe ging eine Tochter hervor.

## Gesundheit
Er rauchte viel und nahm Drogen. In den 1960er Jahren wurde bei Warren Paranoide Schizophrenie diagnostiziert.  Zu Beginn der 1970er Jahre folgte ein einjähriger Aufenthalt in einer psychiatrischen Klinik. Nachdem er seine Medikation eigenmächtig abgesetzt hatte, lebte er zeitweise auf der Straße und wurde schließlich in die psychiatrische Abteilung eines Krankenhauses in Sykesville eingeliefert.
2013 wurde bei ihm Lungenkrebs im Endstadium diagnostiziert.

## Diskografische Hinweise
- 1959: Vertigo – Jackie McLean
- 1961: Leapin’ and Lopin’ – Sonny Clark
- 1961: Free Form – Donald Byrd
- 1962: Takin’ Off – Herbie Hancock
- 1962: Go – Dexter Gordon
- 1962: A Swingin' Affair – Dexter Gordon
- 1962: Feelin' the Spirit – Grant Green
- 1963: No Room for Squares – Hank Mobley
- 1963: A New Perspective – Donald Byrd
- 1963: Page One – Joe Henderson
- 1963: The Turnaround – Hank Mobley
- 1963: Miles & Monk at Newport – Thelonious Monk Quartet
- 1963: Una Mas – Kenny Dorham
- 1963: Straight No Filter – Hank Mobley
- 1963: Happy Frame of Mind – Horace Parlan
- 1964: It’s Monk’s Time – Thelonious Monk
- 1967: Hipnosis – Jackie McLean
- 2010: French5tet
- 2013: Butch Warren & Freddie Redd: Baltimore Jazz Loft (Beebop), mit Matt Wilson, Brad Linde[4]